# 八宮神社 (神戸市)
八宮神社（はちのみやじんじゃ）は神戸市中央区楠町に鎮座し、生田裔神八社の六宮神社と八宮神社とが合祀された神社。

## 祭神

### 六宮祭神
- 天津彦根命
- 応神天皇

### 八宮祭神
- 熊野杼樟日命
- 素盞嗚尊

## 歴史
神功皇后三韓征伐の帰途、生田神社の裔神八柱の神を8か所に奉斎された内の2社で、坂本村の鎮守社。
- 明治12年（1879年）10月村社に列す。
- 明治20年（1887年）最初の神戸市役所が新築されるため、八宮神社が現在地に移転。
- 明治42年（1909年）5月7日、楠高等小学校（現・湊翔楠中学校）新設により六宮神社が八宮神社に移転。
- 大正4年（1915年）10月30日、神饌幣帛共進社に指定される。
- 大正14年（1925年）9月29日、正遷宮。本殿北側に六宮神社、南側に八宮神社が鎮座している。

## 境内
- 白髭稲荷神社 白髭大神

## 交通アクセス
- 神戸市営地下鉄山手線「大倉山駅」下車、徒歩3分